# SWIG80
sWIG80 – indeks giełdowy małych spółek notowanych na warszawskiej Giełdzie Papierów Wartościowych, który zastąpił po sesji w dniu 16 marca 2007 indeks WIRR.
W jego skład wchodzi stała liczba 80 spółek. Spółki do indeksu sWIG80 wybierane są na podstawie tego samego rankingu, co do WIG20 i mWIG40 jako 80 kolejnych, które nie weszły do WIG20 i mWIG40.
Po sesji z dnia 21 marca 2014 roku, indeks przestał być obliczany i publikowany. Spółki z sWIG80 weszły w skład nowego indeksu WIG250.
18 września 2014 roku zarząd giełdy zdecydował o przywróceniu publikacji indeksu sWIG80 od początku 2015 roku.